# Orodillo sauteri
Orodillo sauteri là một loài chân đều trong họ Armadillidae. Loài này được Verhoeff miêu tả khoa học năm 1928.